# 안녕, 절망선생의 지명 목록
다음은 안녕, 절망선생 세계관의 지명 목록이다. 안녕, 절망선생의 등장 인물 목록과 병행해서 보면, 더욱 상세하고 쉽게 필요한 정보를 얻을 수 있다.

## 코이시카와 구(小石川区)
옛 도쿄의 있던 도시이며, 안녕, 절망선생의 주 무대이다.

### 학교
고등학교
이토시키 노조무가 임용된 고등학교이며, 안녕, 절망선생의 주 무대가 되는 고등학교이다. 소위 명명권 고등학교라 하여, 고등학교 이름에 스폰서의 이름이 들어간다. 첫 등장했을때의 이름은 스즈키 상점 고등학교이다. 학교 정면이 나올때마다 이름이 바뀌나, 한국판 단행본에서는 전부 번역해놓지 않았다. 교복은 두가지 버전이있으며, 6월부터 하복을 입는다.
1. 스즈키 상점 고등학교
2. 야마타우동시타이 쿠사미세 고등학교
3. 문화청 고등학교

#### 본 교실

##### 1학년 헤반
반 전원이 낙제를 하여 옮겨간 반.

##### 2학년 헤반
후우라 카후카등 대부분의 주인공들이 있는 반. 안녕, 절망선생의 주 무대 이기도 하다.
다음은 2학년 헤반의 출석번호이다. 비어있는 칸은 현재까지 알려지지 않은 학생들이다.
| 번호 | 이름                 | 성별 |
| ---- | -------------------- | ---- |
| 1    | 아오야마             | 남   |
| 2    |                      |      |
| 3    | 우스이 카게로        | 남   |
| 4    |                      |      |
| 5    | 다나카 이치로        | 남   |
| 6    |                      |      |
| 7    |                      |      |
| 8    | 키노 쿠니야          | 남   |
| 9    | 쿠도 쥰              | 남   |
| 10   | 키요히코             | 남   |
| 11   | 세키우츠 타로        | 남   |
| 11   | 세키우츠 마리아 타로 | 여   |
| 12   |                      |      |
| 13   | 하가                 | 남   |
| 14   | 후우라 카후카        | 여   |
| 15   | 오쿠사 마나미        | 여   |
| 16   | 오오라 카나코        | 여   |
| 17   | 오토나시 메루        | 여   |
| 18   | 카가 아이            | 여   |
| 19   |                      |      |
| 20   | 키츠 치리            | 여   |
| 21   | 키무라 카에레        | 여   |
| 22   | 코부시 아비루        | 여   |
| 23   | 코모리 키리          | 여   |
| 24   |                      |      |
| 25   | 츠네츠키 마토이      | 여   |
| 26   | 네즈 미코            | 여   |
| 27   | 히토 나미            | 여   |
| 28   | 후지요시 하루미      | 여   |
| 29   | 마루이               | 여   |
| 30   | 마루우치 쇼코        | 여   |
| 31   | 미타마 마요          | 여   |
| 32   | 이토시키 린          | 여   |

##### 2학년 호반
만세바시 와타루가 있는 반.

#### 기타 교실
다도부 교실
고등학교 내의 다도부의 부실. 부원은 4명이며, 키츠 치리가 부장이다.
스쿨 카운셀러실
학생들의 고민을 상담하는 교실. 담당선생님은 아라이 치에.
가사실
요리등 가사실습을 하는 교실. 이토시키 노조무의 자살예정지중 한곳이다.
수영장
교내에 있는 수영장. 페리에 의해서 열린다. 이토시키 노조무의 자살 예정지.
숙직실
교내에 남아있는 선생님들을 위해 만들어진 교실. 코모리 키리에 의해 점거된다.
복사실
아틀리에 케이
학교 뒤 물품창고를 개조한 이토시키 케이의 화실.

### 관공서
카메나시 공원 앞 파출소
여기는 잘나가는 파출소에서 모티브를 따온 경찰서.
동물원
코이시카와 구민회관
코이시카와 구민들을 위한 큰 건물. 성인식 축하식, 정월 축하식 등이 열렸었다.
코이시카와 소방서

### 골든 긴자 상점가
키무라 철물점
네바타카나 상점
신코 서점
시마 문구점
○○약국
매회 등장할 때마다 점명이 바뀐다.
어른대접 거리
게임 우라라
미츠비시 사이클
가몬 라면
데츠카 의원
신다 이발소
오지마 펫숍
찻집 아미고
CoCoo
안경도락
갖가지 안경과 색안경을 파는 가게. 점장은 사바에
호리에 회전초밥점
슈퍼 카미오
베리 뷰티
히즈미야 문구점
여러 가지 잣대를 판다.
타요 사진관
네하시 철물점
네바타 철물점
츠라메시야마 양과자점
스페인 언덕 정류장
스튜디오 카논
오토왁스
신타니 악기
중화요리점 청려
찻집 아야코
화과자점 금파당
소다 사이클
전동자전거는 취급하지 않는다.
타와무 레코드
엔라쿠 상점
본가 답례구이
원조 답례구이
- 답례구이
독특한 끈적임이 있는 검엿을 써서 만든 과자. 답례품으로, 오래전부터 코이시카와에서는 친숙한 과자.

### 오소레 언덕
오소레 신사
인도 카레전문점 간다라

### 그 외
코플라키드
다카시가 사는 연립주택.
쿠로베 라면
이토시키 린이 라면을 먹기위해 구입한 가게. 경영자가 바뀌자 맛이 변했다.
멋쟁이 SHOP 루이-지
제멋대로 카이조의 등장인물 마리오의 쌍둥이동생, 루이가 경영하는 옷가게. 키노 쿠니야가 애용한다.
코난바시
이토시키 노조무의 25번째 자살예정지
아파트
시민 수영장
센토리아
파칭코
이토시키 의원
이토시키 미코토가 운영하는 병원이다. 하지만 이름탓때문인지 손님은 거의 없다.
호텔 레볼루션 21
호텔 눈물빛
호텔 살며시
오데온 좌
코이시카와 구에서 가장 큰 영화관. 뉴 트리노 옆에 있으며 코이시카와 영화제가 주최되기도 하였다.
헬로워크 코이시카와 지점
지기싫다 도장
국립 부자연 박물관
부기 입시학원
대형입시학원. 통원버스가 있다. 중학생부터 고등학생까지 다양한 학생들을 개별지도해주는 큰 학원.
미우라 슈퍼
메이드찻집 레디메이드
레스토랑 사이제리아

## 야키모치 언덕
야키모치 역
야키모치 언덕 버스 정류장
도쿄 시영 버스 정류장. 불꽃놀이의 약속장소로 나왔었다.
야키모치 상가
야키모치 신사

## 신슈 현

### 쿠라이자와
겐로쿠 시절부터 이어져온 이토시키가의 영지이다.
쿠라이자와 역
쿠라이자와 내에 있는 기차역.
이토시키 가 대저택
이토시키 노조무와 그의 형제들의 본가.
나뭇잎결 생산공장
이토시키 영지의 주력생산품인 나뭇잎실을 만들어내는 공장이다.
이토시키 가 지하창고
이토시키 가 영지내에 있는 창고이다. 밑으로 가면 갱도도 있고, 묘한 고문기구들도 있다.
사립 쿠라이자와 렌탄 초등학교
이토시키 노조무와 잇큐의 모교. 2011년 현재 창립 113년.

## 그 외
이토시키 스튜디오
이토시키 노조무의 트루먼 쇼를 촬영하기 위해 지었다.
이토시키 제과 본사
이토시키 린이 운영하는 공장. 주력 판매상품은 초콜릿이다.
산중의 육교
이토시키 노조무를 겁주기위해 지은 육교.
임간 학교
나미짱 라면
엔엔쵸우
제 3선택시
원작대로
레시피대로
감독지시대로
미국이시키는대로
신의뜻대로
알카트라즈 유치장

### 임해 학교
임해 합숙소
임해 해수욕장
임해 원자력발전소
임해 사(臨海寺)
한가득 술집

### 교토
시타미 사
레이즈 회관
교토에 있는 장례식장 이토시키 노조무가 예약한 식장이다.